# Ryu Gwansun
Ryu Gwansun (16 de diciembre de 1902 – 28 de septiembre de 1920), también conocida como Yu Gwansun o Yoo Kwan-soon, fue una activista coreana que lideró el Movimiento Primero de Marzo contra la ocupación japonesa de Corea en Chungcheong del Sur y que se transformó en el símbolo de la lucha de Corea por su independencia.

## Biografía
Ryu creció en la provincia de Chungcheong. Tuvo como maestra a Alice Sharp, una misionera occidental que le recomendó estudiar en la actual Universidad de Mujeres Ewha, en Seúl. 
En 1919, siendo Ryu estudiante en la universidad, presenció los comienzos del Movimiento Primero de Marzo, -también conocido como Movimiento Samil- uno de los primeros movimientos de resistencia pacífica del pueblo coreano contra la ocupación japonesa. Ryu Gwansun se unió en una manifestación en Seúl el 5 de marzo. Después de esa manifestación, la Universidad de Mujeres Ewha fue cerrada temporalmente por el Gobernador general de Corea.
Tras el cierre de la universidad, Ryu volvió a su hogar en Jiryeong-ri (actualmente Yongdu-ri) y se involucró más activamente en el movimiento de protesta. Junto con otros activistas, organizó una manifestación convocando a pueblos vecinos como Yeongi, Chungju, Cheonan y Jincheon y  que tuvo lugar el primer día lunar de marzo de 1919 en el mercado de Awunae a las 9 de la mañana. Se manifestaron alrededor de 3 mil personas, gritando "¡Larga vida a la independencia de Corea!" ("대한독립만세"). La policía japonesa los dispersó alrededor de las 13 horas y Ryu Gwansun fue arrestada junto a otros manifestantes. Sus padres fallecieron al ser alcanzados por los disparos de la policía japonesa.
Durante el arresto, Ryu rechazó la propuesta de admitir su crimen y cooperar con la investigación a fin de obtener una pena menor. Sufrió torturas pero no reveló los nombres de quienes organizaron la manifestación.
Primero estuvo detenida en la estación de la policía militar japonesa de Cheonan, pero al poco tiempo la transfirieron a la estación de policía de Gongju donde fue a juicio, en la corte local de esa ciudad el 9 de mayo. Ryu fue sentenciada a cinco años de prisión por sedición y violación a la ley de seguridad. Inicialmente apeló la sentencia, pero el 30 de junio desistió. Entonces fue sentenciada a prisión en la penitenciaría de Seodaemun. Durante el juicio Ryu realizó una enérgica protesta contra la administración colonial japonesa. Sostuvo que así como la ocupación era injusta, el juicio también era injusto.
Durante su sentencia, Ryu Gwansun continuó su protesta por la independencia de Corea, por lo que recibió golpes y sufrió otras formas de tortura en manos de los funcionarios japoneses. Murió en prisión, a los 17 años, el 28 de septiembre de 1920, al parecer como resultado de la tortura.
Los japoneses inicialmente rehusaron entregar el cuerpo a fin de ocultar que la causa de su muerte fuera la tortura, pero finalmente lo entregaron a Lulu Frey y Jeannette Walter, directores de la Universidad de Mujeres Ewha. Se dijo que su cuerpo fue cortado en pedazos pero Walter, quien la vistió para su funeral, negó que así fuese.
El 14 de octubre de 1920 se celebró el funeral en la Iglesia Jung-dong Church por el ministro Kim Jong-wu y su cuerpo fue sepultado en el cementerio público Itaewon.
Después de la independencia de Corea, se construyó un santuario en su memoria, con la cooperación de Chungcheong del sur y Cheonan.